# Comusia pallidula
Comusia pallidula là một loài bọ cánh cứng trong họ Cerambycidae.